# Głogów

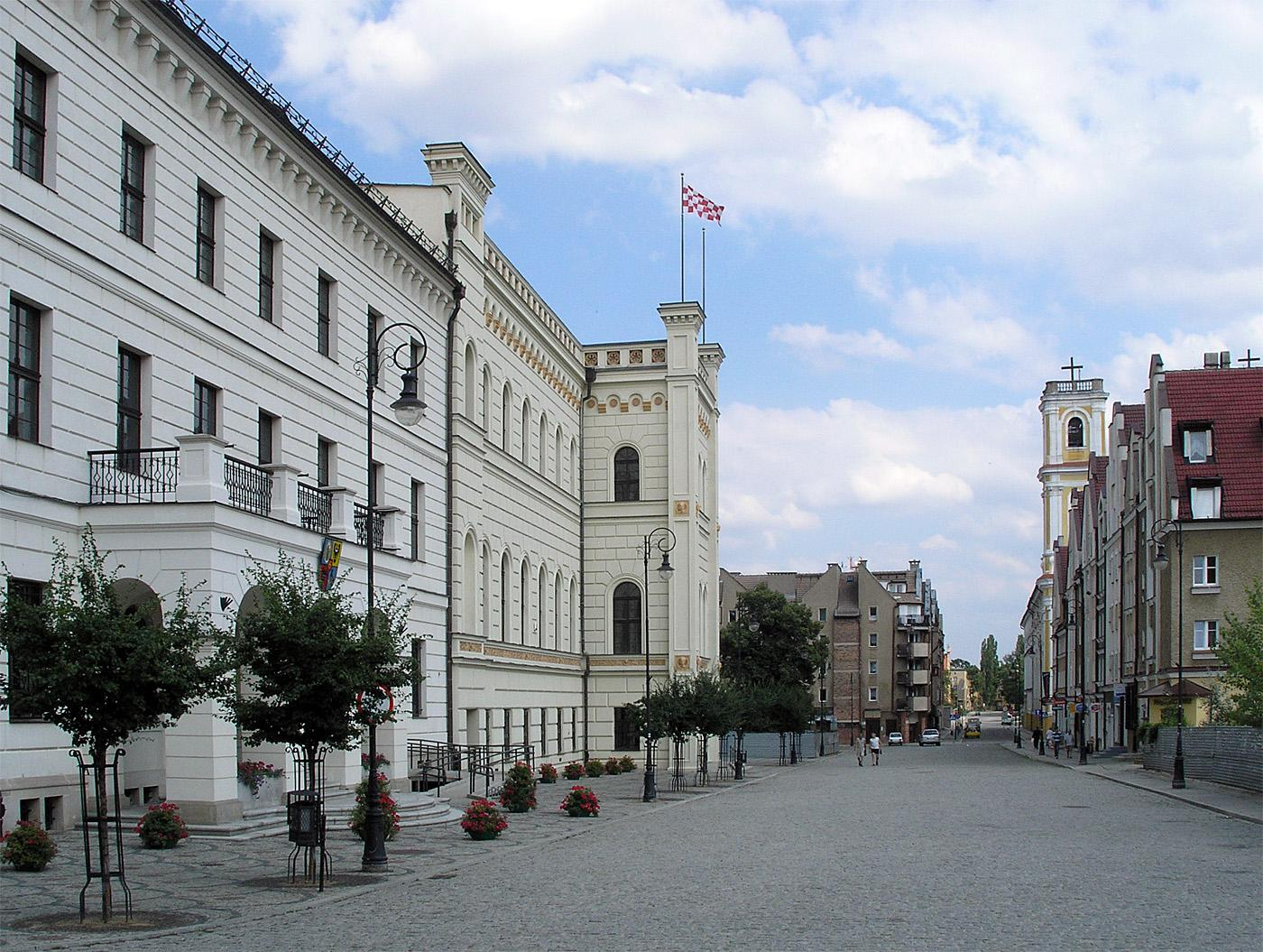
Vista del centre de Głogów

Głogów (Glogau en alemany) és una ciutat polonesa del voivodat de Baixa Silèsia. El 2019 la població s'estimava en 67.317 habitants. Es troba a la vora del riu Oder (polonès: Odra). És la seu administrativa del districte (powiat) de Głogów.
Entre 1975 i 1998 formava part de l'anterior voivodat de Legnica.

## Persones il·lustres
- Enric el Barbut (1170-1238), duc de Wrocław
- Andreas Gryphius (1616-1664), escriptor
- Arnold Zweig (1887-1968), escriptor